# شاهزاده آلفونسو، کنت کازرتا
شاهزاده آلفونسو، کنت کازرتا (۲۸ مارس ۱۸۴۱ -مرگ ۲۶ مه ۱۹۳۴) سومین پسر فردیناند دوم از دو سیسیل و دوشس ماریا ترزا از اتریش بود.
او به دنبال برادر ناتنی بزرگترش، فرانسیس دوم از دو سیسیل، مدعی تاج و تخت دو سیسیل بود. پسر بزرگش فردیناند پیوس جانشین او شد.